# Цуй Бо
Цуй Бо (1050—1074) —  один из ведущих китайских художников времен империи Сун.

## Биография
Цуй Бо родился в 1050 году в области Хаочжоу (на территории современной провинции Аньхой). О его родителях не сохранилось достоверных сведений. В юности Цуй Бо переезжает в столицу империи — Кайфэн. Здесь он учился в Академии живописи и впоследствии в последние годы царствования императора Шэнь-цзуна был принят в её штат (1023—1063).
Некоторые сведения о его творчестве и живописной манере сообщаются в знаменитом трактате «Записки о живописи: что видел и слышал» Го Жосюя. Как и большинство художников того времени, Цуй Бо в равной степени владел искусством станковой и монументальной живописи, создавая храмовые и дворцовые стенописи. Он работал, кроме стиля Хуа-няо, практически во всех существовавших в то время жанрах: пейзажи Шань-Шуй («живопись и изображение гор и вод»), Жень-В («живопись и изображение фигур») и др.
Наиболее ярко художник проявил себя в живописи на религиозные темы. Так, в 1060—1070-х годах Цуй Бо, по приказу императора Шэнь-цзуна, участвовал в оформлении даосского святилища, в 1068 году расписывал дворцовые ширмы. Но обязанности, налагаемые на члена Академии живописи обременяли Цуй. Он подал в отставку и занялся частной живописной практикой. Это, однако, не мешало художнику продолжать выполнять разовые заказы для императорского двора и иметь множество учеников.
Умер Цуй Бо в 1074 году в Кайфэне.

## Творчество
Художник Цуй Бо создал около 240 картин. Несмотря на разносторонний талант, в историю китайской живописи Цуй Бо вошел как выдающийся мастер жанра цветы и птицы, точнее, в двух тематических направлениях этого жанра: «пернатые» (Цинь-няо) и «живопись бамбука» (мочжу). Любимыми объектами творчества художника были утки, гуси, лебеди, цапли, а из представителей китайской флоры —  ива и бамбук, хотя он обращался также и к другим подобным образам. Цуй Бо досконально знал привычки многих животных, что позволяло ему творить в «необузданно-свободной манере». Он создавал более непосредственные и выразительные композиции, чем многие из его предшественников.
Судя по сохранившимся картинам Цуй Бо, которых известно около 10, он обладал различными живописными техниками и стилистическими манерами. Так, свиток «Дикий гусь и камыш» довольно точно следуя стилистике Хуан Цюаня, отличается детальной прорисовкой натуры, красочностью цветовой гаммы и общей декоративностью. Совсем по-другому решена монохромная картина «Замерзшие воробьи», которая в эскизной манере изображает стайку замерзших птиц, примостившихся на голой ветке.
Наибольшей популярностью пользуются работы Цуй Бо из коллекции Национального дворцового музея в Тайбэе: «Бамбук и чайка» и «Пара соек», другое название — «Две сойки, недовольные зайцем».

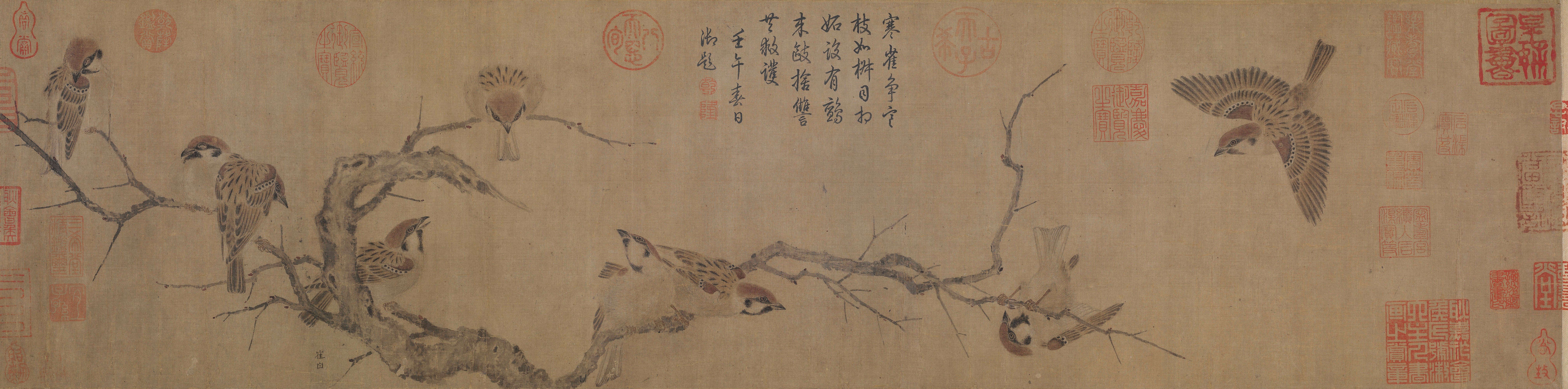
Цуй Бо. Воробьи зимой. Вторая половина XI века, чернила и краски на шёлке.

На первой картине изображен момент приближения бури: высокие стебли бамбука прогибаются под порывом ветра, преодолевая ветер упорно движется белая птица, внешне больше похожая на цаплю, чем на чайку (картина называется «Бамбук и цапля»). Эффект движения птицы навстречу ветру достигается использованием нескольких художественных приемов: цветовой контраст между фигурой цапли и стеблями бамбука с длинными листьями, развивающимися по ветру, а также оригинальное композиционное решение, при котором птица расположена поверх зрителя и показана на фоне «глубокого» пространства, создающего впечатление её перемещения с нижней левой части свитка в самый центр художественного пространства.
Вторая картина отличается жизнерадостным и несколько насмешливым взглядом на мир. Две сойки, одна из которых сидит на стволе цветущего кустарника с узловатыми ветвями, а другая кружит вверху над зайцем, который, сев с поджатыми ушами, в свою очередь, не менее испуганно смотрит на шумных птиц. Образ сойки в китайской культуре является символом счастья и взаимной любви: её название означает «птица счастья», поэтому словосочетание «пара соек» апеллирует к аналогичному по звучанию выражению «шуанси», «двойное счастье». В связи с этим, картина Цуй Бо в дальнейшем также стала называться просто «Двойное счастье».
Изображение Цуй Бо в композиции жанра хуаняо животных, птиц и растений, имеющих сходные смысловые значения, со временем превратилось в общепринятый художественный приём, получивший широкое распространение в живописи эпох Мин и Цин.